# Притвиц, Максимилиан фон
Максимилиан "Макс" Вильгельм Густав Морвиц фон Притвиц-унд-Гаффрон (нем. Maximilian "Max" Wilhelm Gustav Moritz von Prittwitz und Gaffron: 27 ноября 1848, Бернштадт — 29 марта 1917, Берлин) — немецкий генерал из рода Притвицев.

## Биография
Родился в семье генерала Густава фон Притвица, происходившего из старинного силезского дворянского рода, и Елизаветы фон Класс.
Военную Службу начал в апреле 1866 года в 3-м гвардейском гренадерском полку; лейтенант (1867 год). В 1876 году окончил военную академию. В 1877—1887 и 1886—1890 годах служил в Генеральном штабе. В 1885 году — командир роты 76-го пехотного полка, с 1890 года — батальона 43-го пехотного полка, с 1892 года начальник штаба IX армейского корпуса. С 1896 года командир 6-го гренадерского полка, с 1897 года — 20-й пехотной бригады, с 1901 года — 8-й дивизии, с 1906 года — XVI армейского корпуса в Меце. В 1913 году произведен в генерал-полковники (Generaloberst) и назначен генерал-инспектором 1-й армейской инспекции (Кёнигсберг).
С началом Первой мировой войны 2 августа 1914 года назначен командующим 8-й германской армией, имевшей задачей оборону Восточной Пруссии от России. После поражения у Гумбинена-Гольдапа от 1-й русской армии Ренненкампфа предложил германскому верховному командованию отвести войска за Вислу и оставить Восточную Пруссию. После этого 9 (22) августа 1914 год был немедленно отстранён от командования 8-й армией и заменен генералом Гинденбургом.
Отправлен в отставку. Умер в Берлине в 1917 году от сердечного приступа. Похоронен на кладбище Инвалиденфридхоф там же.

## Семья
19 мая 1874 года женился на Ольге фон Девиц (нем. Olga von Dewitz) (1848 – 1938), дочери богатого землевладельца.

Его единственный сын Эрдман фон Притвиц погиб 23 мая 1918 года во время Первой мировой войны.